# Megabasis speculifera
Megabasis speculifera är en skalbaggsart som först beskrevs av Kirby 1818.  Megabasis speculifera ingår i släktet Megabasis och familjen långhorningar. Inga underarter finns listade i Catalogue of Life.